# Paco Ibáñez

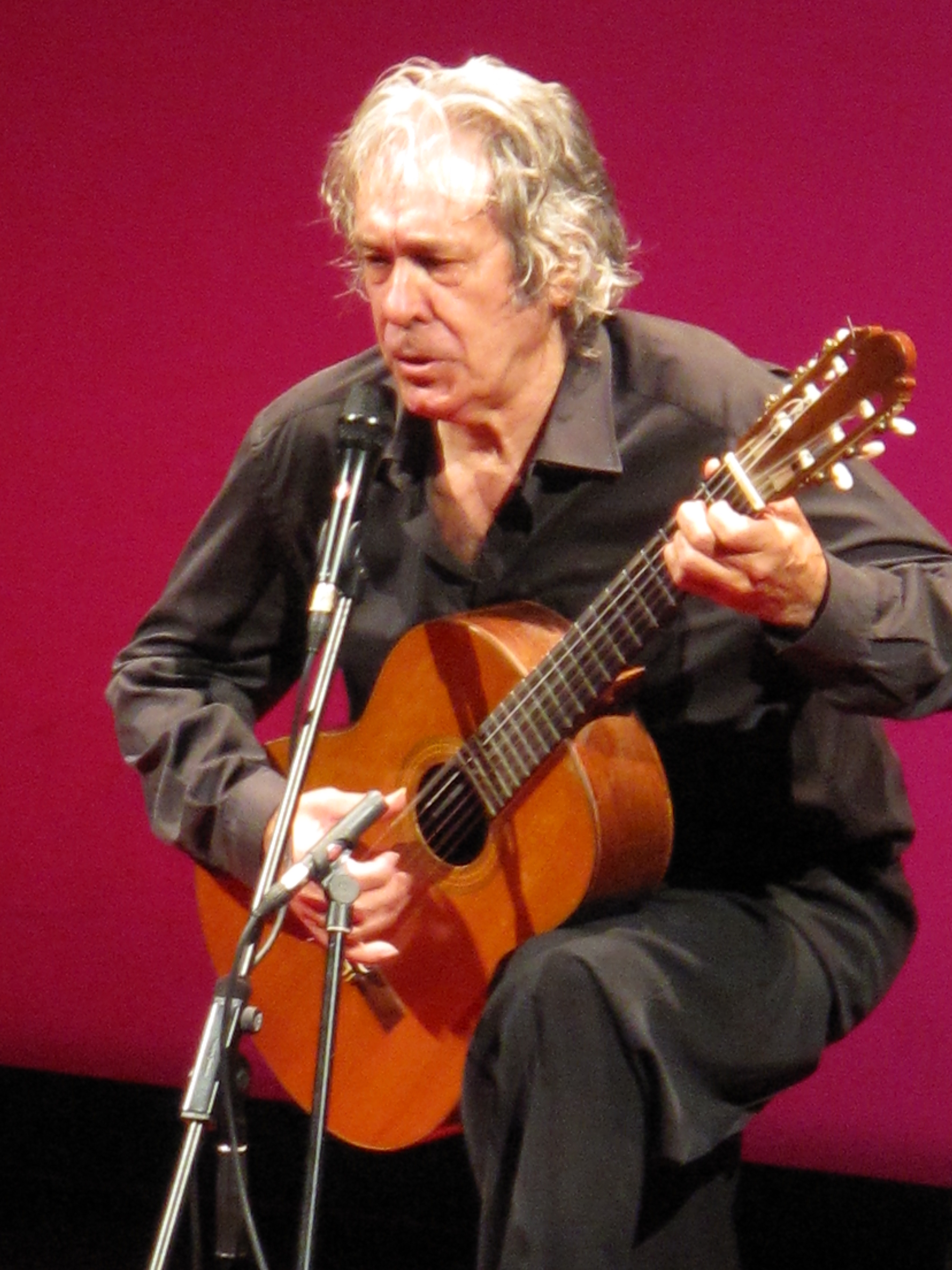
Paco Ibáñez (2009)

Paco Ibáñez [ˈpako iˈβaɲeθ] (* 20. November 1934 in Valencia), geboren als Francisco Ibáñez Gorostidi, ist ein spanischer Liedermacher. Sein Werk besteht vor allem aus Vertonungen von Gedichten spanischsprachiger Autoren. Er engagiert sich seit Jahrzehnten auf Seiten der politischen Linken.

## Leben
Sein Vater war Möbelschreiner und sympathisierte mit den Anarchisten. Er verbrachte seine frühe Kindheit in Barcelona, doch am Ende des Spanischen Bürgerkrieges 1939 musste die Familie nach Frankreich fliehen. Pacos Vater wurde 1940 von der französischen Polizei verhaftet und in ein Arbeitslager gebracht. Die Mutter zog daraufhin mit den vier Kindern in ihre Heimatprovinz Gipuzkoa. Erst 1948 überquerten sie heimlich die Grenze nach Frankreich, um den Vater in Perpignan zu treffen.
1952 begab sich Ibáñez nach Paris. Er begleitete dort zunächst eine Sängerin auf der Gitarre. 1964 nahm er seine erste Platte auf, doch der Erfolg stellte sich erst in den Jahren 1968–1969 ein. Im Gedenken an den Mai 68 trat er im Mai 1969 im Hof der Sorbonne auf und wurde damit eine der Symbolfiguren der Studentenbewegung. Im Dezember 1969 singt er im Olympia in Paris zum ersten Mal La mala reputación, die spanische Übersetzung des Liedes La mauvaise réputation von Georges Brassens. Er arbeitete 1970 an dem Film Goya des deutschen Regisseurs Konrad Wolf mit.
In Spanien wurden die Lieder von Paco Ibáñez 1971 verboten. Erst 1990 kehrte er nach Spanien zurück; seit 1994 lebt er in Barcelona. 2004 engagierte er sich gegen die Wiederwahl von José María Aznar, den er für einen Faschisten und würdigen Nachfolger Francos hält.

## Werke
Ibáñez schreibt die Texte seiner Lieder meist nicht selber, sondern vertont v. a. Gedichte von spanischen und lateinamerikanischen Dichtern des 20. Jahrhunderts, darunter
- Rafael Alberti
- Gabriel Celaya
- Rubén Darío
- León Felipe
- Luis Cernuda
- Federico García Lorca
- Miguel Hernández
- José Agustín Goytisolo
- Nicolás Guillén
- Antonio Machado
- Pablo Neruda
- Alfonsina Storni

Daneben gibt es ein ganzes Album mit Interpretationen von Brassensliedern: Paco Ibáñez canta Brassens, sowie Vertonungen von älteren Dichtern wie Luis de Góngora und Jorge Manrique.